# Sonata fortepianowa nr 21 Beethovena

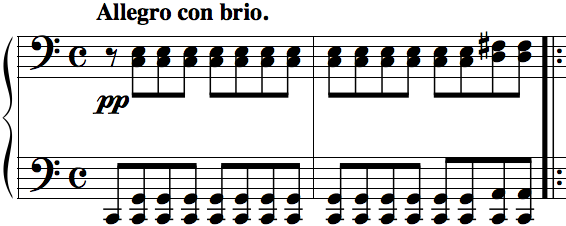
Szybki, miarowy motyw otwierający sonatę Waldsteinowską

Sonata fortepianowa nr 21 C-dur opus 53 Ludwiga van Beethovena, znana jako sonata Waldsteinowska (niem. Waldstein-Sonate) – najważniejsza obok  Appassionaty i sonaty Les Adieux op. 81a sonata środkowego okresu twórczości tego kompozytora, a zarazem jedna z najsłynniejszych sonat w historii muzyki. Została ukończona w lecie 1804 r. i zadedykowana przyjacielowi Beethovena, księciu Ferdinandowi von Waldsteinowi, od jego nazwiska pochodzi popularny przydomek dzieła. 
Napisana jest z rozmachem przekraczającym skalę wcześniejszych kompozycji Beethovena, stanowi też jeden z jego najbardziej wymagających technicznie utworów. Należy do kluczowych dzieł środkowego, "heroicznego" okresu twórczości kompozytora (1803–12) i wyznaczyła drogę kompozycji zakrojonych na szeroką skalę utworów fortepianowych nie tylko przyszłym utworom samego Beethovena, ale i wszystkim późniejszym twórcom. 

## Części utworu
1. Allegro con brio (ok. 11 minut)
2. Introduzione. Adagio molto (3-4 minuty)
3. (attacca:) Rondo. Allegretto moderato – Prestissimo (ok. 11 minut)

Części skrajne sonaty są dalece bardziej rozbudowane; część druga, jak wskazuje sama nazwa, stanowi właściwie wstęp do finałowego Ronda. 

### Część I:Allegro con brio
Sonatę otwiera grupa szybko powtarzających się akordów C-dur, granych pianissimo. Ten prosty, choć niespokojny rytm przez prawie dwa takty zupełnie pozbawiony jest melodii. Pod koniec taktu 2. podnosi się lekko, a w środkowym rejestrze pojawia się trzynutowa, opadająca figura, za którą podąża podobna czteronutowa, tym razem w wysokim rejestrze. Dokuczliwy rytm dudni niemal nieustannie, aż ok. 40. sekundy zagęszczone do granic możliwości nuty zdają się wręcz przewracać o siebie nawzajem. 
Grupa II tematu, oznaczona dolce, to słodki, akordowy temat w tonacji E-dur. Choć nie było to pierwsze tego typu rozwiązanie (I część Sonaty G-dur op. 31 nr 1 także zawierała II grupę w mediancie), sonata Waldsteinowska jest pierwszym znaczącym utworem, w którym Beethoven zdecydował się przy II grupie na modulację inną niż zwyczajowa kwinta w górę; był to pomysł, do którego powracać będzie później (m.in. w sonacie Hammerklavier) 
W rekapitulacji Beethoven transponuje drugi temat do A-dur, który rychło zmienia się w a-moll, prowadzący do wyjściowego C-dur. Część kończy się potężną codą.